# UFO Lehmbau Jugendtreff

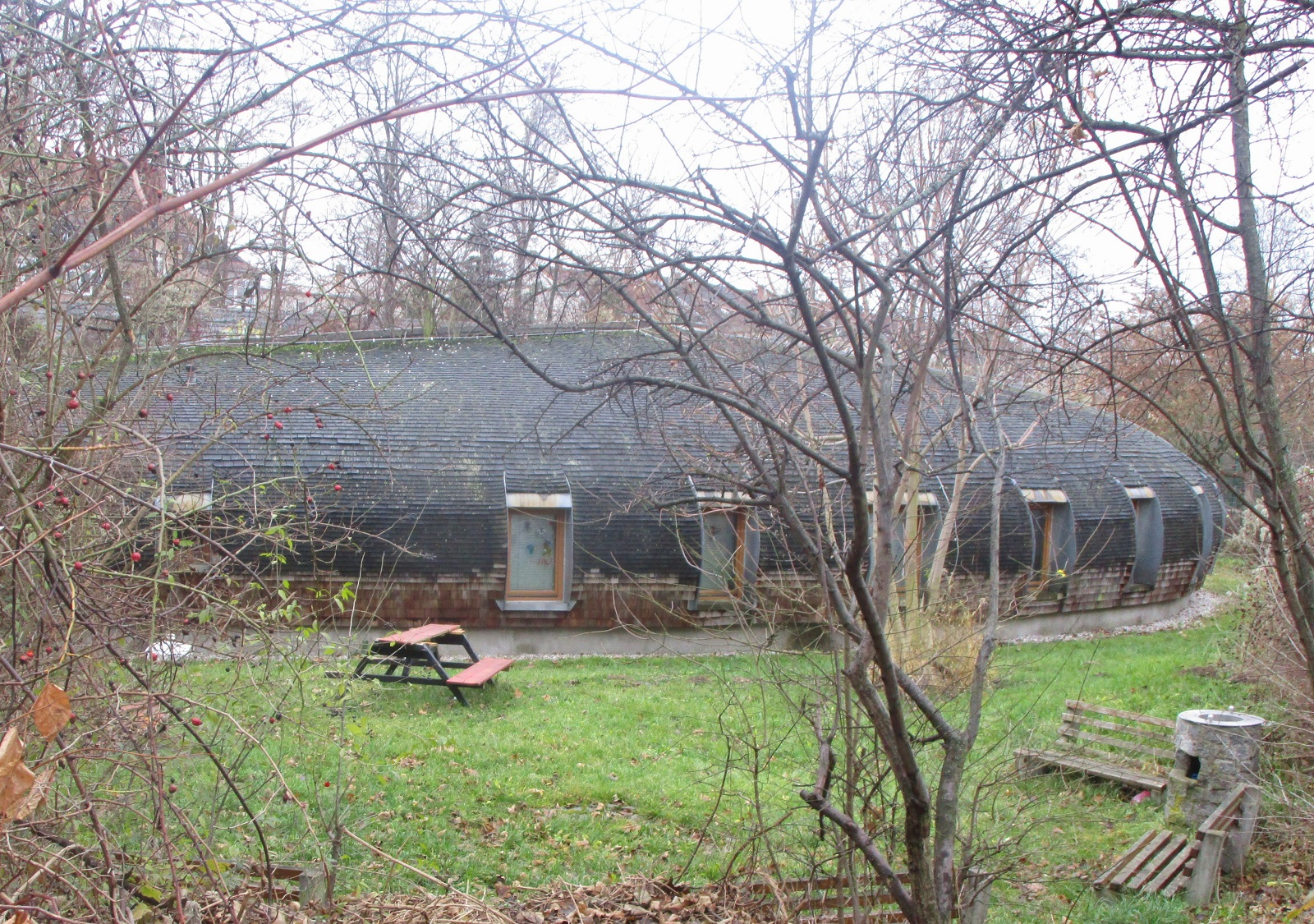
UFO Lehmbau Jugendtreff

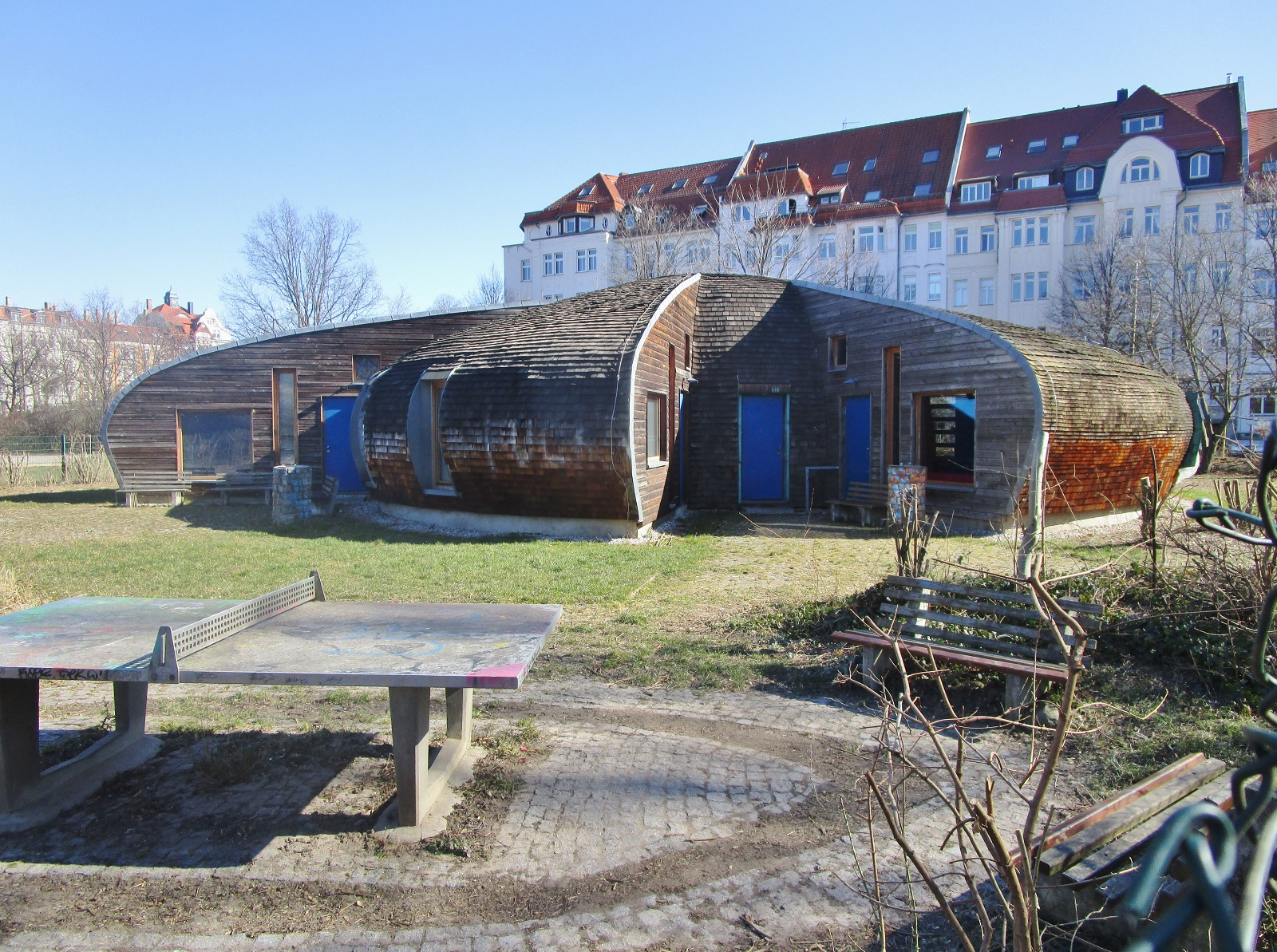
Ansicht von Südwest

Der UFO Lehmbau Jugendtreff ist ein 1999 errichtetes ungewöhnliches Gebäude in Holzbauweise in Leipzig-Gohlis, das an ein gelandetes Ufo erinnert.
Wegen seiner ungewöhnlichen Formgebung, die auch an ein Schneckenhaus denken lässt, hat das Gebäude bereits Eingang in Architekturführer gefunden. Klassische Elemente wie Dach oder Wand sind nicht ablesbar, stattdessen überzieht eine Haut aus Rotzeder-Holzschindeln den kompletten Baukörper, die ihren metallischen Glanz der Verwitterung verdankt. Darunter befindet sich ein Tragskelett aus dreilagigen Holzrahmen, das eine höhlenartige Raumwirkung erzeugt. Das Gebäude wurde im Rahmen eines Sozialprojekts von Jugendlichen in 18-monatiger Bauzeit errichtet, der Anteil an Eigenleistung betrug 45 Prozent.
Das Gebäude befindet sich in einem Sanierungsgebiet, in dem laut Sanierungszielen das Angebot an Sport- und Freizeitmöglichkeiten für Kinder und Jugendliche zu verbessern war, insbesondere durch den Neubau eines Jugendtreffs am Sportplatz Sassstraße. Die Errichtung wurde aus Städtebaufördermitteln kofinanziert. Den Spitznamen „Lehmbau“ hat es erhalten, weil die Leipziger Gruppe der Augsburger Lehmbaugesellschaft Bauherr war. Die eigentlichen Räume sind durch Lehmwände voneinander getrennt. Der Entwurf stammt vom Leipziger Architekturbüro Behnisch-Hermus-Schumann-Schinko Architekten, die Tragwerksplanung vom Ingenieurbüro Fankhänel und Müller. Die Baukosten betrugen rund 750.000 Deutsche Mark.